# 検察官
検察官（）は、検察権行使の権限主体である。

## 日本の検察官
日本の検察官は、その全てが検察庁法によりその身分が定められた国家公務員である。
検察官の職責は、検察庁法第4条で、
と規定されている。
また、検察庁法第3条の規定により、検察官は、検事総長、次長検事、検事長、検事及び副検事に区分される。

### 地位
検察官はそれぞれが検察権を行使する独任制官庁である。検察庁は検察官の事務を統括する官署にすぎない。検察官は刑事裁判における訴追官として審級を通じた意思統一が必要であることから、検察官は検事総長を頂点とした指揮命令系統に服する（検察官同一体の原則）。
検察官が事務の途中で交代しても、同一の検察官が行ったと同じ効果が発生する。また、検察捜査のほとんどは地方検察庁の検察官が直接行うため、上級庁（最高検察庁と高等検察庁）は、地方検察庁から報告を受けて了承や指示はするものの、上級庁自身が逮捕をして直接捜査を担当することはほとんどない（例外として、1957年に東京高等検察庁が「2人の代議士を収賄容疑で召喚」と誤報した読売新聞記者を名誉毀損罪で逮捕・取調べをした事件（売春汚職事件）と、2010年に最高検察庁が特捜部長・特捜副部長・主任検事を証拠偽造罪や犯人隠避罪で逮捕・取調べ・起訴した事件（大阪地検特捜部主任検事証拠改ざん事件）などがある）。
検察官は、例外を除き起訴権限を独占する（国家訴追主義）という極めて強大な権限を有し、刑事司法に大きな影響を及ぼしているため、政治的な圧力を不当に受けない様に、ある程度の独立性が認められている。端的なものが法務大臣による指揮権の制限である。
起訴した事件に対して裁判所が無罪判決をだすのは稀（0.1%ほど）なため、実質的に有罪無罪を決めているのは検察ではないかという識者もいる。
検察庁は、司法権、立法権、行政権の三権の内、行政権を持つ行政に帰属する官庁である。検察庁は、国民の権利保持の観点から、俗に準司法機関とも呼称されている。日本国憲法第77条では「検察官は、最高裁判所の規則に従わなければならない」と規定されている。
検察庁は行政機関であり、国家公務員法の規定に基づき、その最高の長である法務大臣は、当然に各検察官に対して指揮命令が可能だが、この指揮権については検察庁法により、「検察官の事務に関し、検察官を一般に指揮監督することができる。但し、個々の事件の取調又は処分については、検事総長のみを指揮することができる。」（検察庁法第14条）として、具体的事案については、検事総長を通じてのみ指揮ができるとした。前述の検察官同一体の原則から、検察官は検事総長を頂点とした指揮命令系統として、検察権は行政権に属して統一されている。
検察官の定員は、2022年（令和4年）、検事（検事総長1人、次長検事1人、検事長8人を含む）1954人、副検事800人で、検察官合計2754人である。
身分証明書は制定されていないので、必要な場合は側近の検察事務官が代理で「検察事務官証票」を示す。公務執行の際は必ず検察官徽章（秋霜烈日章）を身に付ける。

#### 報酬
検察官の給与については、検察官の俸給等に関する法律に基づき、俸給が支給される。

### 職務権限

#### 捜査
検察官は訴追機関であると同時に捜査機関でもある。実際には補充的な捜査にとどまることが多いが、検察庁法第6条や刑事訴訟法第191条の規定に基づき、大型経済犯罪や政界絡みの汚職事件等、単独で犯罪の捜査を行う場合もある。
ただし、警察とは異なり、実力をもって「犯罪を予防鎮圧する（行政警察活動）機能」は与えられていない。そのため、専ら行政警察活動を適切に遂行し得るために警察官に付与されている武器の携帯使用、職務質問、立入権限、保護、交通規制等の権限は保有しない。

##### 検察官の捜査権限の歴史
戦前、検察官は捜査を主宰するとされ、強い指揮権限が認められていた。もっとも、法の建前は別として、現実には通常の捜査は警察が主として行い、検察官は補充的な役割を担っていた。
警察と検察はその所属官庁を異にし（警察は内務省、検察は司法省）、検察官の指揮権を実行あらしめるための身分上の監督権を与えなかったこともあって、検察官の指揮命令の徹底を欠き、現実には捜査の二元化をきたしていたともいわれている。戦後においては、公訴機関と捜査機関を原則としてそれぞれ分離し、人権保護が図られた。
その結果、警察は第一次捜査機関としての役割を担うこととなり、検察官と対等・独立の協力関係を確立したが、公訴提起・公判維持の観点から検察官には依然、一定の指揮権限を与えられている。(検察が不起訴にしてしまえば、いくら警察が証拠を固めても、有罪にはできず、反対に検察が強引に起訴しても、警察が証拠集めを怠れば、公判維持はできない）

##### 検察官による捜査の指示・指揮
検察官は警察官等に対して、一般的指示権、一般的指揮権、具体的指揮権を有するほか、正当な理由がなくこれらの検察官の指揮に従わない場合、検事総長、検事長、検事正は従わない司法警察職員の懲戒の請求を公安委員会に対してすることができる。検察官自身には懲戒権限はない。
一般的指示（刑事訴訟法第193条1項）
検察官が管轄区域の司法警察職員に対し、公訴の遂行を全うするために行う一般的指示である。これは公訴提起及び維持に関わる限度での一般的準則を定めるもので、例えば、捜査書類書式例などが検事総長名で指示されている。これはあくまでも一般的準則を定めるものであり、捜査を監視・監督するわけではない。また、一般的指示により、個々の事件捜査を直接指示することがないよう、昭和28年7月の第16回国会において付帯決議がなされている。
一般的指揮（刑事訴訟法第193条2項）
検察官が管轄区域の司法警察職員に対し、捜査の協力を求めるため必要な一般的指揮である。これは2つ以上の捜査機関が一つの事件を捜査する場合、その間の調整を目的としたものである。同時並行で競合して捜査する場合に、捜査の協力を求めるために必要な範囲で行われるものである一般的な調整権限である。
具体的指揮（刑事訴訟法第193条3項）
検察官が自身が独自に捜査を行う場合に、検察官の責任において司法警察職員を指揮して独自捜査を補助させるものである。補助命令とも呼ばれる。
懲戒・罷免の訴追（刑事訴訟法第194条）
司法警察職員が上記、検察官の指示、指揮に正当な理由なく従わなかった場合、その管理者、懲戒・罷免権者にその訴追を求めることができる。ただし、検察官個人には司法警察職員を処分する権限はない。

#### 公訴の提起
公訴は原則として検察官が行う（国家訴追主義・起訴独占主義、刑事訴訟法247条）。公訴を提起することを一般的に起訴と呼ぶ。
犯人の性格、年齢および境遇、犯罪の軽重および情状ならびに犯罪後の情況により訴追を必要としないと検察官が判断した場合には、検察官は公訴を提起しないことができる（刑事訴訟法248条）。これは起訴便宜主義と呼ばれ、訴追を必要としないと判断された事件については起訴猶予処分（不起訴処分の一種）にすることができる。

##### 起訴独占主義の例外
準起訴手続
起訴独占主義の数少ない例外として準起訴手続（刑事訴訟法262条～269条）がある。
これは、刑法、破壊活動防止法（破防法）、団体規制法（オウム規制法）における公務員の職権濫用などの罪について検察官が公訴を提起しない場合に、その罪の告訴・告発者が不服なときに裁判所に付審判を請求できる制度で、付審判の決定があったときは、公訴の提起があったものとみなされる（刑事訴訟法267条）。
またこの時、裁判確定までの検察官としての職務は、裁判所が指定する弁護士（特別検察官、指定弁護士）が務めることとなり、この職務に当たる弁護士はいわゆる「みなし公務員」となる（刑事訴訟法268条）。
検察審査会の議決に基づく強制起訴
2009年（平成21年）5月21日から、検察官が不起訴にした事件で検察審査会が起訴議決制度において起訴相当を2回議決した場合も、公訴が提起されたものとみなされ、指定弁護士が特別検察官として公訴・公判を維持する強制起訴の制度が設けられた。

#### 訟務

##### 刑事訴訟
検察官は刑事裁判に訴追側当事者として参加し、訴訟行為を行う。

##### 刑事訴訟以外
- 人事訴訟において訴訟担当者として被告となる場合がある。
- 訟務検事として行政訴訟や国家賠償請求訴訟で国の代理人を務めることもある。

#### 裁判の執行
裁判の執行は原則として検察官が指揮する（刑事訴訟法第472条）。死刑執行の際は、刑事施設の長又はその代理者と共に執行に立ち会うこととされている（刑事訴訟法第477条）。

### 資格

#### 採用
検察官は、裁判官や弁護士と同様にして、原則として、法科大学院課程修了または司法試験予備試験合格を経て司法試験に合格した者で最高裁判所司法研修所における修習（司法修習）を終えた者が検事として採用され、この者が「検察官」となる。
この他に検察事務官、裁判所書記官、警察官、皇宮護衛官、海上保安官、自衛隊警務官等を一定年数経験した者が、「副検事」として採用される場合や、3年以上法律学を研究する大学院が設置されている大学における法律学の教授・准教授であった者などから採用されることもある。

#### 欠格
検察庁法第20条により、以下に該当する者は検察官になれない。
1. 他の法律の定めるところにより一般の官吏に任命されることができない者
2. 禁錮以上の刑に処せられた者[注釈 1]
3. 弾劾裁判所の罷免の裁判を受けた者

#### 罷免
検察官には政治的中立を求められるため、手厚い身分保障が与えられている。
検察官適格審査会の職務不適格議決（認証官である検事総長や次長検事や検事長については法務大臣の罷免勧告も要する）又は職務上義務違反、国民全体の奉仕者にふさわしくない非行（日本国憲法第15条違反）による懲戒免職以外では検察官を意に反して辞めさせることはできない。

### 官職

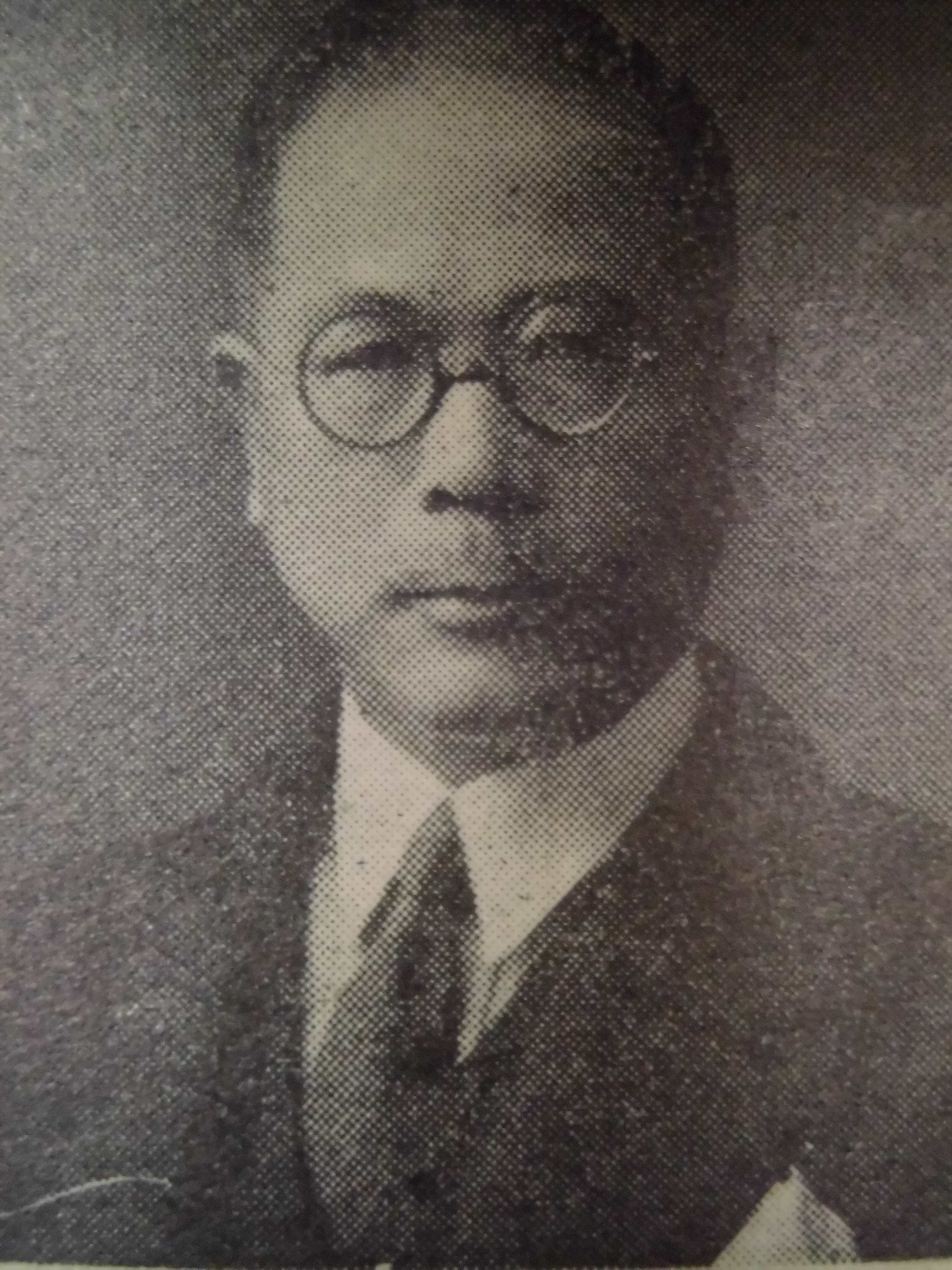
西村卯
（鳥取県士族・大審院検事・横浜地方裁判所検事正）

検察庁法に基づく職階制上の官名としては検事総長、次長検事、検事長、検事、副検事が、職名としては検事正、上席検察官があるが、単独の「検察官」という表記はこれらの総称であり、あるいは訴訟法上の地位であって官名・職名ではないため、辞令等での表記に「検察官」は用いられない。
ただし、検察官も「（旧）刑訴規則五六条二項にいわゆる官名と解することができる」とした判例がある。これに対し「検事」は身分を指す。
最高検察庁の検事総長（国務大臣待遇）・次長検事（大臣政務官待遇）、各高等検察庁の検事長（準副大臣・大臣政務官待遇）は認証官であり、内閣によって任免され天皇から認証される。
また、事件処理に必要な検察官が足りないとの理由の際に、法務大臣は区検察庁の検察事務官のうち一定の者にその庁の検察官の事務を取り扱わせており（検察庁法附則36条）、このような検察事務官を検察官事務取扱検察事務官という。このほか、区検察庁の検察官の職のみにこれを補することができる副検事に地方検察庁の検察官の事務を取り扱わせる場合があり、この要の副検事を"地方検察庁検察官事務取扱副検事"という。
また、法務省設置法附則4項は、「当分の間、特に必要があるときは、法務省の職員（検察庁の職員を除く）のうち、百三十三人は、検事をもってこれに充てることができる。」と定めている。この規定に基づき、法務省の要職（官房長・局長レベルを含む）は検事（裁判所から出向した裁判官出身者が検事に任命された上で行われる場合もある）が検事としての官職のまま充て職（法務事務官の官職を兼ねず、検事の官職のみを有したまま法務省の職に就く）の形で占める例が多い（課長などの役職者とならない場合は「局付（きょくづき）検事」と呼ばれる）。ただし、法務事務次官については、検事出身者が、一時的に検事の官職を解かれて就任するのが慣例である。
旧大日本帝国憲法下の官吏区分呼称であった勅任官・奏任官・判任官の名残で、検察庁の官吏には一級・二級・三級（算用数字でなく漢数字で表記）の別があり、検事長以上は一級、検事は一級または二級、副検事は二級となっている。各自に発せられる辞令に「検事一級」、「副検事二級」のように記載される。かつては、「一級に叙する」又は「二級に叙する」と叙級発令の形式であった。また、検察官以外の検察庁の官僚にも同様の区別があり、検事総長秘書官は二級、検察事務官は二級または三級、検察技官は二級または三級とすることとなっている。これらの級の区分はいずれも検察庁法に定められている。

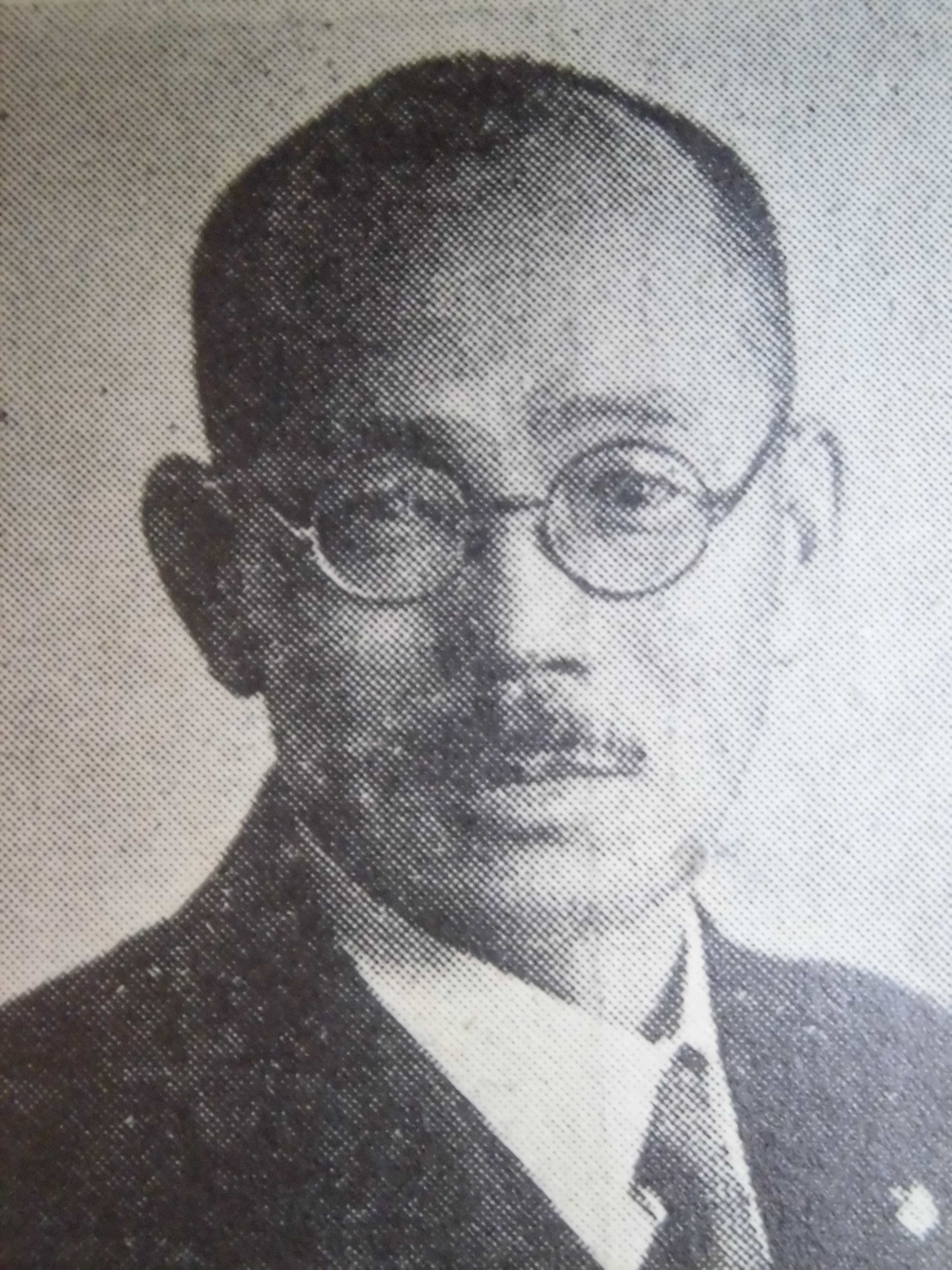
木村尚達
（検事総長、司法大臣）

#### 検察官の官名
検事総長
検察官の職階の最高位にして最高検察庁の長であり、全ての検察庁の職員を指揮監督する（7条1項）。認証官である。
官名であるとともに職名でもあり、刑事訴訟法において、法律の不備による管轄未定時の最高裁判所に対する管轄指定の請求（刑訴法16条）、公安侵害の危惧がある時の管轄移転の請求（刑訴法18条）及び非常上告（刑訴法454条）の権能を独占する。
次長検事
検察官の職階の一つ。認証官である。最高検察庁に属し、検事総長を補佐する。また、検事総長に事故のあるとき、又は欠けたときは、その職務を行う（検察庁法第7条第2項）。「次長検事」の職は、一般的に、「検事長」より上位の職であるものの、検察官俸給法における報酬額については「検事総長」、「東京高等検察庁検事長」に次いで3番目であり、東京高等検察庁の検事長以外の検事長（その他の検事長）と同額である。
ただし、給与体系＝指揮命令系統上の階級ではないことに留意する必要がある。警察庁次長（全国の警察組織の最高責任者である長官の次席）が指揮系統上はナンバーツーでありながら、その指揮下にある警視総監（東京都の警察本部長）よりも低い階級となっているのに相似している。もっとも、警察庁次長は総監を経ずに長官に昇進するケースが多いのに対し、次長検事が直接総長に昇進したケースは一例のみであり、それ以降は東京高検検事長を経由している。
検事長
検察官の職階の一つ。高等検察庁の長。認証官である。所属の高等検察庁、並びにその管轄区域内の地方検察庁及び区検察庁の職員を指揮監督する（8条）。なお、検察官の俸給等に関する法律における報酬額については、東京高等検察庁検事長は他の検事長とは区別されており、その俸給の額は検事総長についで2番目とされ、次長検事及び東京高等検察庁以外の検事長を上回る。
官名であるとともに職名でもあり、刑事訴訟法において、被告人の捜査等の嘱託の受託（刑訴法72条）、死刑及び自由刑の言渡しを受けた者の現在地が分からないときの収監指示（刑訴法486条）などの職務が定められている。
検事
検察官の職階の一つであり、検事一級と検事二級とに分かれる。検事一級の資格は法第19条、検事二級の資格は法第18条でそれぞれ規定されている。
副検事
検察官の職階の一つ。詳細は副検事の記事を参照。

#### 検察官の職名
検事正
検察官の職名の一つで、地方検察庁の長。一級の検事をもって充てられる。所属の地方検察庁、並びにその管轄区域内の区検察庁の職員を指揮監督する（検察庁法第九条）。
次席検事
検察庁法ではなく、検察庁事務章程2条に定められている職。高等検察庁及び地方検察庁にそれぞれ1名が置かれ、その庁に所属する検察官の中から法務大臣が任命する。所属する庁の検事長又は検事正の職務を助け、また、検事長又は検事正に事故のあるとき、又は欠けたときは、その職務を臨時に行う。多くの庁で、記者会見に出席し、発表を行うのは次席検事である。決裁官であり原則として個別の事件を担当することはない。
三席検事
検察庁事務章程四条三項、検察庁事務章程四条第四項に定められている職務。組織内に部が設置されない比較的規模の小さな地方の地方検察庁（非部制庁）にそれぞれ1名が置かれ、その庁に所属する検察官の中から法務大臣が任命する。所属する庁の検事正と次席検事の双方に事故のあるとき、又は欠けたときは、その職務を臨時に行うが、平時には事件を担当しており現場担当の最上席となる。三席検事も職務を行い得ない場合は「あらかじめ検事正の定めた順序により、その庁の他の検事が、臨時に検事正の職務を行う」こととされており（検察庁事務章程4条3項）、内部的にはこの順に従って四席、五席などと呼称する場合もあるが事務章程上の存在としては三席検事までである。
部長
検察庁事務章程6条に定められている職。最高検察庁、高等検察庁、東京地方検察庁、大阪地方検察庁等と言った首都圏内に位置する比較的規模の大きい地方検察庁、東京区検察庁には、庁ごとに検察庁事務章程別表第一において規定された部が設置される。その検察庁の部（臨時の部を除く）には、責任者として部長が置かれ、その庁に所属する検察官の中から、法務大臣により任命される。その部の所管事務を総括し、所属職員の指揮監督を行う。
各検察庁によって設置される部は異なるが、具体的には、総務部長、刑事部長、特別捜査部長、特別刑事部長、公安部長、交通部長、公判部長等がある。
支部長
検察庁事務章程三条に規定されている職務。高等検察庁支部及び地方検察庁支部にそれぞれ一名置かれ、その支部に勤務する検察官の中から法務大臣が任命する。支部に関する庁務を掌理し、支部職員を指揮監督する。
上席検察官
検察官の職名の一つ。2人以上の検事又は検事及び副検事の所属する区検察庁にそれぞれ1名置かれ、検事をもって充てられる。区検察庁の長として、職員を指揮監督する。
上席検察官の置かれない区検察庁においては、所属の検事又は副検事（副検事が2人以上属する場合は検事正の指定する副検事）が区検察庁の長として、職員を指揮監督する。

### 定年
検察庁法第22条により、検事総長は65歳、その他の検察官は63歳に達した時に退官する。検察庁法に定年延長の規程は存在しない。
2020年1月31日に安倍内閣は当時63歳であった黒川弘務東京高検検事長の定年延長を閣議決定した。これが初の検察官の定年延長であるが、検察庁人事への内閣の介入であるとして一連の政治問題となった。
閣議決定後の国会答弁によれば、従来検察官には適用されないとしていた国家公務員法（第81条の3に定年による退職の特例を定める）を、法解釈を変更した上で根拠とするとされた。

### 離職した後の検察官
検察官は離職後、弁護士として活動する者が多い（いわゆるヤメ検）。また、定年まで勤めた者には、公証人になる者も多い。検事総長については、近年は大企業の監査役になる事が定番化している。

## アメリカ合衆国の検察官
アメリカ合衆国  は、建国より検察官(prosecutor)制度を採用したが、米国の司法制度においては官僚よりも政府に雇用された弁護士あるいは公選された政治家としての性格が濃いとされる（刑事裁判も「x対y州事件」と呼ばれる）。日本の検事正に相当する地方検事や州検事は公選制が主である。ただ、弁護士との大きな違いは、刑事事件の原告官となるだけでなく、常に米国の検察官は民事訴訟において連邦（国）や州や郡の訴訟代理人となる点に特色があるとされる。

### 地位
検察官の地位は、連邦検事（United States Attorney）の場合は合衆国の代理人であり、州検事（District Attorney）の場合は地区の代理人である。

### 職務
連邦検事は連邦法に関わる刑事事件の捜査・起訴・公判の維持を任務とする。このほか政府が当事者となっている民事訴訟の訴訟代理人や政府の法律顧問としての職務もある。

### 選任
連邦検事は上院の助言と承認を得て大統領が任命する（任期4年で再任も可能）。連邦検事は連邦地裁の管轄地域ごとに1名ずつ設置される。連邦検事補は連邦検事を補佐する職で司法長官が任命する。検事補は日本の副検事と語感が似ているが、部長職などの幹部も含めた幅広い検察官が含まれ、むしろ日本の「検事」に近く、これに対して検事は職権、人数的に日本の「検事正」に近い。

## イギリスの検察官
イギリスでは私人訴追制度が採用されており刑事事件については警察官が私人の立場で訴追を行う。検察官は公判を遂行する権限を有するほか、証拠上・公益上の観点から警察が訴追した事件の手続続行を打ち切る権限を有する。検察官は事務弁護士又は法廷弁護士資格を有するものから任用される。イギリスでは原則として犯罪の捜査と訴追の権限は警察が有している。なお、大規模または複雑な経済犯罪については国家犯罪対策庁が捜査権と公訴提起権を有する。実務上は検察官は起訴のみを行い公判における弁論は民間の法廷弁護士に委任されることが多い。

### 資格
検察官は法廷弁護士（バリスタ）または事務弁護士（ソリシタ）の資格をもつ者でなければならない。検察庁長官については法廷弁護士または事務弁護士の10年以上の実務経験が必要となる。

### 選任
検察官は検察庁においては検察庁長官、国家犯罪対策庁においては国家犯罪対策庁長官によって任命される。検察庁長官及び国家犯罪対策庁長官は法務総裁によって任命される。

## フランスの検察官
フランスでは検察官は刑事事件における司法警察の捜査の指揮や公訴の提起を行う権限を有する。重罪事件については、予審判事が捜査や起訴を行う。公判は検察官が出席しなければ開くことができず、証人尋問や論告求刑を行うほか、判決の執行も行う。また、民事事件では公益の代表者として倒産手続なども担当する。

## 大韓民国の検察官
2022年大韓民国大統領選挙で検察総長だった尹錫悦が当選した。

## 公訴権濫用論
原則として公訴権を検察官のみに付与し、広い裁量を認めていることから、権限濫用の危険性がある。
起訴が行われなかった場合には検察審査会が一応のチェック機能を果たすことが期待されている一方で、
起訴が行われた場合についての権限濫用の有無を判断する制度的な担保は存在していないことから、チェック機能が果たされない。
これら不当な起訴を行った場合には「公訴権の濫用」として公訴は棄却されるべきであるとの説が有力に唱えられた。
最高裁判所は、原審が検察官の公訴権濫用を認定し公訴を棄却した事件の上告審において、
検察官の裁量権の逸脱が公訴の提起を無効とすることはありえるが、それは公訴提起自体が犯罪行為を構成するなどの限定的な場合に限られるとして極めて限定的な解釈を示した上で、検察官の上告を棄却し公訴棄却の原審判決を維持するという判示を行っている。
近年では、従来の公訴権濫用論から離れた新しい視点により、刑事手続きを打ち切ることを可能とする「手続きの打切り論」も唱えられている。

## 公判専従論
日本では戦前、検察官は公判のみならず捜査の主宰者として強大な権限を有していたが、戦後における刑事訴訟制度の改革によって、アメリカ合衆国にならい、公訴機関と捜査機関を分離し、当事者が事実を裁判で争う弾劾的な捜査観が強く打ち出された。その結果、検察官から捜査権を排除し、公訴権のみを持たせて公判に専念させ、捜査については別個に専門の捜査機関が実施すべきであるとする公判専従論が1960年代に学識者から有力に主張された。公訴権と捜査権とを分離することにより、人権保護に繋がるという考えに基づいたものである。検察の捜査護持論は、実体的真実が捜査主宰の検察の手中にあり（公判中心主義の否定）、裁判所に対して検察官の心証を引き継ぐようにもとめ、また検面調書を重視するよう求めるものであり、戦後の当事者主義刑事裁判を形骸化すると批判された。検察捜査の必要性と警察の第一次捜査権限もともに承認されたが、新刑訴法が検察官に捜査権を認めたのも、当時の警察の状況からするいわば過渡期的措置であり、現在もなお、検察官の上塗り捜査による取り調べ・検面調書中心の状態が続いていることは、深く反省すべきとする主張もなされている。検察に比べ警察の方が人員や装備、科学捜査力などに優位があり、基本的、科学的な捜査については一般に警察が扱い、検察官は必要に応じ補充的な捜査を行っているが、検察官の厚い身分保障等から政治家の汚職や会社犯罪などについて自ら基本的捜査を行うことも必要であり、日本人は自白が多いことから司法警察職員と検察官が重複して取り調べることは十分に意味があるとする意見もあり、実際、知能犯罪について行う検察官の独自捜査は一定の評価を受けている。だが、近年においては、検事による証拠捏造等、度重なる検察不祥事を背景に、公訴機関でもある検察官が直接捜査し、被疑者を逮捕した事件については、そのまま起訴されることが前提となっており、その結果、無理な捜査が行われているのではないかという批判や、検察部内で発生した不祥事案や検察官が関係する事件に対する捜査についても、検察自身で行うのは公平性に欠くとする批判も一部にある。ライブドア事件で検察と争った堀江貴文は、自身のブログで「検察の独自捜査権を奪うべきだ。その代わりFBI的な組織を警察庁に設ければいい。検察と警察がある程度パワーバランスをとってお互いに牽制しあう体制にすれば冤罪は減る」（2009-12-21）などの意見を述べている。また、検察制度に詳しい成城大学の指宿信教授は、検察へのチェック機能を働かせるために、公訴権と捜査権を分離することや検察官の倫理規定の制定、査察制度の導入などを主張している。